# 貫井徳郎
貫井 徳郎（ぬくい とくろう、1968年〈昭和43年〉2月25日 - ）は、日本の小説家・推理作家。東京都渋谷区生まれ。東京都立青山高等学校を経て、早稲田大学商学部卒業。

## 経歴
高校一年生のときに小説を書き始め、初めて書いたミステリ（『鬼流殺生祭』の原型）を第4回横溝正史賞に応募する。当時ミステリを書いたのはその一作だけで、その後は伝奇SFを早川書房のハヤカワ・SFコンテストや講談社の小説現代新人賞に応募するも、予選を通過することはなかった。
1992年12月31日付で、勤めていた不動産会社を退社。1993年、失業期間に書いた『慟哭』が第4回鮎川哲也賞の最終候補作となる（受賞作は近藤史恵『凍える島』）。受賞は逃すが、予選委員の北村薫と編集者の戸川安宣の激賞を受け、東京創元社から黄金の13の一作として刊行され作家デビュー。2002年、北村薫が『慟哭』の創元推理文庫版の帯に「題（タイトル）は『慟哭』書き振りは≪練達≫読み終えてみれば≪仰天≫」というコメントを寄せたことがきっかけとなり、50万部を超えるヒットとなる。
長く文学賞受賞とは無縁であったが、2010年、『後悔と真実の色』で山本周五郎賞を、『乱反射』で第63回日本推理作家協会賞（長編および連作短編集部門）を受賞（同時受賞に飴村行『粘膜蜥蜴』）。『後悔と真実の色』は、著者みずから「推協賞（日本推理作家協会賞）を目指して書いた」と語った作品であったが、版元の幻冬舎が推薦作リストに入れ損ねるという不手際により、候補にすらなることが出来なかったが、『乱反射』で同賞を受賞。推協賞選考後の記者会見で、選考委員の北村薫は「『乱反射』に与えないようなら、推理作家協会賞の存在意義はない」。なぜなら『乱反射』は「小説という衣の下に、本格の鎧を隠した作品」だからと受賞理由を語った。
2023年5月19日より日本推理作家協会代表理事となる。

## 文学賞受賞・候補歴
太字が受賞したもの
- 1993年 - 『慟哭』で第4回鮎川哲也賞候補[12]。
- 1997年 - 「子を思う闇」で第50回日本推理作家協会賞（短編および連作短編集部門）候補[13]。
- 2005年 - 『追憶のかけら』で第58回日本推理作家協会賞（長編および連作短編集部門）候補[14]。
- 2006年 - 『愚行録』で第135回直木賞候補[15]。
- 2009年 - 『乱反射』で第141回直木賞候補[16]。
- 2010年
  - 『乱反射』で第63回日本推理作家協会賞（長編および連作短編集部門）受賞[17]。
  - 『後悔と真実の色』で第23回山本周五郎賞受賞[18]。
- 2012年 - 『新月譚』で第147回直木賞候補[19]。
- 2014年 - 『私に似た人』で第151回直木賞候補[20]。

## ミステリ・ランキング
- 週刊文春ミステリーベスト10
  - 1999年 - 『プリズム』20位
  - 2001年 - 『神のふたつの貌』13位
  - 2010年 - 『灰色の虹』12位
  - 2012年 - 『微笑む人』19位
  - 2019年 - 『罪と祈り』19位

- このミステリーがすごい!
  - 1994年 - 『慟哭』12位
  - 2000年 - 『プリズム』18位
  - 2011年 - 『灰色の虹』20位

- 本格ミステリ・ベスト10
  - 1999年 - 『鬼流殺生祭』18位
  - 2000年 - 『プリズム』6位
  - 2002年 - 『神のふたつの貌』11位
  - 2003年 - 『殺人症候群』30位
  - 2004年 - 『被害者は誰？』14位
  - 2005年 - 『追憶のかけら』23位
  - 2010年 - 『後悔と真実の色』9位

- ミステリが読みたい!
  - 2011年 - 『後悔と真実の色』18位

## 作品

### 単行本

#### 症候群シリーズ
- 失踪症候群（1995年11月 双葉社 / 1998年3月 双葉文庫 / 2014年10月 双葉文庫【新装版】）
- 誘拐症候群（1998年3月 双葉社 / 2001年5月 双葉文庫 / 2014年11月 双葉文庫【新装版】）
- 殺人症候群（2002年1月 双葉社 /2005年6月 双葉文庫 / 2014年12月 双葉文庫【新装版】）

#### 明詞シリーズ
- 鬼流殺生祭（1998年8月 講談社ノベルス / 2001年5月 講談社文庫）
- 妖奇切断譜（1999年12月 講談社ノベルス / 2003年4月 講談社文庫）

#### シリーズ外
- 慟哭（1993年10月 東京創元社 黄金の13 / 1999年3月 創元推理文庫）
- 烙印（1994年10月 創元クライム・クラブ）
  - 【改題・大幅改訂】迷宮遡行（2000年10月 新潮文庫 / 2022年3月 朝日文庫）
- 天使の屍（1996年11月 角川書店 / 2000年5月 角川文庫 / 2009年2月 集英社文庫）
- 修羅の終わり（1997年2月 講談社 / 2000年5月 講談社文庫 / 2017年7月 講談社文庫【新装版 上・下】）
- 崩れる 結婚にまつわる八つの風景（1997年7月 集英社 / 2000年7月 集英社文庫 / 2011年3月 角川文庫）
  - 収録作品
    - 崩れる（集英社『小説すばる』1994年11月号）
    - 怯える（集英社『小説すばる』1995年4月号）
    - 憑かれる（集英社『小説すばる』1995年8月号）
    - 追われる（集英社『小説すばる』1995年11月号）
    - 壊れる（光文社『小説宝石』1995年11月号）
    - 誘われる（集英社『小説すばる』1996年3月号）
    - 腐れる（祥伝社『小説NON』1996年11月号）
    - 見られる（集英社『小説すばる』1996年12月号）
- 光と影の誘惑（1998年8月 集英社 / 2002年1月 集英社文庫 / 2010年11月 創元推理文庫）
  - 収録作品
    - 長く孤独な誘拐（東京創元社『創元推理4』1994年4月号）
    - 二十四羽の目撃者（書き下ろし）
    - 光と影の誘惑（東京創元社『創元推理8』1995年3月号）
    - 我が母の教えたまいし歌（書き下ろし）
- 転生（1999年6月 幻冬舎 / 2003年2月 幻冬舎文庫）
- プリズム（1999年10月 実業之日本社 / 2003年1月 創元推理文庫 / 2022年6月 実業之日本社文庫）
- 神のふたつの貌（2001年9月 文藝春秋 / 2004年5月 文春文庫 / 2021年4月 文春文庫【新装版】）
- 被害者は誰？（2003年5月 講談社ノベルス / 2006年5月 講談社文庫）
  - 収録作品
    - 被害者は誰？（アスキー『週刊アスキー』2001年11月6日号 - 2002年1月29日号）
    - 目撃者は誰？（講談社『メフィスト』2002年5月増刊号）
    - 探偵は誰？（講談社『メフィスト』2002年9月増刊号）
    - 名探偵は誰？（書き下ろし）
- さよならの代わりに（2004年3月 幻冬舎 / 2005年1月 幻冬舎ノベルス / 2007年8月 幻冬舎文庫）
- 追憶のかけら（2004年7月 実業之日本社 / 2006年12月 実業之日本社 ジョイ・ノベルス / 2008年7月 文春文庫）
  - 【改題】追憶のかけら 現代語版（2022年8月 実業之日本社文庫） - 作中作を現代語に変更
- 悪党たちは千里を走る（2005年9月 光文社 / 2008年9月 集英社文庫 / 2011年6月 幻冬舎文庫）
- 愚行録（2006年3月 東京創元社 / 2009年4月 創元推理文庫）
- 空白の叫び（2006年8月 小学館 / 2010年6月 文春文庫）
- ミハスの落日（2007年2月 新潮社 / 2010年3月 新潮文庫 / 2016年9月 創元推理文庫）
  - 収録作品
    - ミハスの落日（新潮社『小説新潮』1998年10月号）
    - ストックホルムの埋み火（新潮社『小説新潮臨時増刊 警察小説大全集』2004年3月号）
    - サンフランシスコの深い闇（新潮社『小説新潮』2004年10月号）
    - ジャカルタの黎明（新潮社『小説新潮』2006年4月号）
    - カイロの残照（新潮社『小説新潮』2006年10月号）
- 夜想（2007年5月 文藝春秋 / 2009年11月 文春文庫）
- 乱反射（2009年2月 朝日新聞出版 / 2011年11月 朝日文庫）
- 後悔と真実の色（2009年10月 幻冬舎 / 2012年10月 幻冬舎文庫）
- 明日の空（2010年5月 集英社 / 2013年4月 創元推理文庫）
- 灰色の虹（2010年10月 新潮社 / 2013年10月 新潮文庫）
- 新月譚（2012年4月 文藝春秋 / 2015年6月 文春文庫）
- 微笑む人（2012年8月 実業之日本社 / 2015年10月 実業之日本社文庫）
- ドミノ倒し（2013年6月 東京創元社 / 2016年6月 創元推理文庫)
- 北天の馬たち（2013年10月 角川書店 / 2016年9月 角川文庫)
- 私に似た人（2014年4月 朝日新聞出版 / 2017年6月 朝日文庫)
- 我が心の底の光（2015年1月 双葉社 / 2018年4月 双葉文庫)
- 女が死んでいる（2015年3月 メディアファクトリー / 2018年8月 角川文庫） -  単行本は藤原一裕のグラビアを併録したビジュアルブックで、「女が死んでいる」のみの収録
  - 収録作品
    - 女が死んでいる（書き下ろし）
    - 殺意のかたち（集英社『小説すばる』1997年8月号）
    - 二重露出（祥伝社『小説NON』1997年11月号）
    - 憎悪（光文社『EQ』1997年3月号）
    - 殺人は難しい（NHK『探偵Xからの挑戦状!』携帯サイト、2011年4月14日 - 4月19日配信）
    - 病んだ水（早川書房『ミステリ・マガジン』1997年4月号）
    - 母性という名の狂気（講談社『小説現代』1997年8月号）
    - レッツゴー（文藝春秋『オール讀物』2003年12月号）
- 壁の男（2016年10月 文藝春秋 / 2019年11月 文春文庫）
- 宿命と真実の炎（2017年5月 幻冬舎 / 2020年10月 幻冬舎文庫） - 『後悔と真実の色』の続編
- 罪と祈り（2019年9月 実業之日本社 / 2022年10月 実業之日本社文庫）
- 悪の芽（2021年2月 KADOKAWA / 2024年1月 角川文庫）
- 邯鄲の島遙かなり（2021年8月 - 10月 新潮社【上・中・下】 / 2024年10月 - 12月 新潮文庫【上・中・下】）
- 紙の梟 ハーシュソサエティ（2022年7月 文藝春秋）
  - 収録作品
    - 見ざる、書かざる、言わざる（双葉社『小説推理』2011年12月号）
    - 籠の中の鳥たち（文藝春秋『オールスイリ2012』2011年12月）
    - レミングの群れ（文藝春秋『つんどく！』2013年4月配信）
    - 猫は忘れない（文藝春秋『つんどく！ vol.3』2014年5月配信）
    - 紙の梟（文藝春秋『別冊文藝春秋』2021年9月号 - 11月号）
- 龍の墓（2023年11月 双葉社）
- ひとつの祖国（2024年5月 朝日新聞出版）
- 不等辺五角形（2025年6月 創元推理文庫）

#### アンソロジー
「」内が貫井徳郎の作品
- 孤愁（1994年12月 角川書店）「清洲橋」
- 奈落（1995年8月 集英社文庫）「怯える」
- 推理小説代表作選集 1995年版（1995年6月 講談社）「崩れる」
  - 【改題・再編集】犯行現場にもう一度 ミステリー傑作選33（1997年11月 講談社文庫）
- 推理小説代表作選集 1997年版（1997年6月 講談社）「子を思う闇」
  - 【改題・再編集】殺ったのは誰だ?! ミステリー傑作選36（1999年11月 講談社文庫）
- 大密室（1999年6月 新潮社 / 2002年1月 新潮文庫）「アレナル通り殺人事件」（単行本にまとめる際「ミハスの落日」に改題）
- 「ABC」殺人事件（2001年11月 講談社文庫）「連鎖する数字」
- 本格ミステリ03 2003年本格短編ベスト・セレクション（2003年6月 講談社ノベルス）「目撃者は誰？」
  - 【改題】論理学園事件帳 本格短編ベスト・セレクション（2007年1月 講談社文庫）
- エロチカ（2004年3月 講談社）「思慕」
- 決断（2006年1月 新潮文庫）「ストックホルムの埋み火」
- 気分は名探偵 犯人当てアンソロジー（2006年5月 徳間書店 / 2008年9月 徳間文庫）「蝶番の問題」
- 9の扉（2009年7月 マガジンハウス / 2013年11月 角川文庫）「帳尻」 - 北村薫、法月綸太郎らとのリレー短編集
- 午前零時（2009年11月 新潮文庫）「分相応」
- 文豪さんへ。（2009年12月 MF文庫ダ・ヴィンチ）「あるソムリエの話」
- 探偵Xからの挑戦状！ season3（2012年5月 小学館文庫）「殺人は難しい」
- 痛み（2012年5月 双葉社）「見ざる、書かざる、言わざる ハーシュソサエティ」
  - 【増補・改題】警官の貌（2014年3月 双葉文庫）
- Wonderful Story（2014年10月 PHP研究所）「犬は見ている」
- サイドストーリーズ（2015年3月 角川文庫）「オレンジの水面」
- 自薦 THE どんでん返し（2016年5月 双葉文庫）「蝶番の問題」
- 推理作家謎友録 日本推理作家協会70周年記念エッセイ（2017年8月 角川文庫）※エッセイアンソロジー「この十年のマイベストミステリ『ミンコット荘に死す』レオ・ブルース」
- 平成ストライク（2019年4月 南雲堂 / 2020年10月 角川文庫）「他人の不幸は蜜の味」
- Day to Day（2021年3月 講談社 / 2021年3月 講談社【愛蔵版】）「4/29 ランプの魔神」
- 新本格ミステリはどのようにして生まれてきたのか？ 編集者宇山日出臣追悼文集（2022年3月 星海社）「宇山さんの思い出」

#### その他
- 貫井徳郎症候群（2004年11月 別冊宝島 / 2013年2月 宝島社文庫）
  - 未公開長編小説『死の抱擁 第一部』430枚の全掲載、瀬名秀明とのロング対談、貫井徳郎自身による全作品解説等

### 著者名本未収録短編
- 歪んだ三角（東京創元社『創元推理』1993年秋号）
- 清洲橋（角川書店『野性時代』1994年5月号）
- そして天使は微笑む（講談社『別冊小説現代』1994年7月号）
- トラブルシューター（東京創元社『創元推理』1994年夏号）
- 子を思う闇（講談社『小説現代』1996年1月号）
- 母性という名の狂気（講談社『小説現代97年8月号）
- 齟齬（光文社文庫付録『文庫のしおり』1998年6月号）
- 連鎖する数字（講談社文庫『「ABC」殺人事件』2001年11月刊行） - 吉祥院先輩シリーズ
- 双飛の翼（文藝春秋『オール讀物』2002年9月号）
- 思慕（講談社『小説現代』2003年7月号）
- 長い片思い（文藝春秋『オール讀物』2004年7月号）
- あり得たかもしれない未来、今ぼくがいる場所（講談社『小説現代』2004年8月号） - 『さよならの代わりに』番外編
- 蝶番の問題（産業経済新聞社『夕刊フジ』2005年9月29日号 - 10月28日号） - 吉祥院先輩シリーズ
- 着信音（新潮社『週刊新潮』2006年2月2日号 - 2月23日号）
- 窃視症（文藝春秋『オール讀物』2006年5月号）
- あと一歩（文藝春秋『オール讀物』2006年7月号）
- 分相応（電子書籍サイト『Timebook Town』2006年8月 - 9月配信）
- 仔猫（文藝春秋『オール讀物』2007年3月号）
- あるソムリエの話（ニンテンドーDS用ソフト『DS文学全集』2008年1月配信）
- 追懐の島（新潮社『週刊新潮』2008年10月16日号）
- 帳尻（マガジンハウス『ウフ.』2009年1月号）
- 思い出の中の新宿（新潮社『週刊新潮』2009年2月26日号）
- 犬嫌い（文藝春秋『オール讀物』2010年7月号）
- 愛猫家（新潮社『小説新潮』2010年7月号）
- 男女の友情（双葉社『小説推理』2011年1月号）
- 公立殺人クラブ（新潮社『小説新潮』2011年7月号）
- オレンジの水面（JTウェブサイト『ちょっと一服ひろば』2014年7月5日 - 7月31日配信） - 『北天の馬たち』番外編
- 犬は見ている（PHP研究所『Wonderful Story』2014年10月刊行）

### 連載
- 慕情（集英社『小説すばる』1999年11月 - 2002年5月号、連載終了）
  - 接点　慕情一九七七年（集英社『小説すばる』1999年11月号）
  - 予兆　慕情一九八五年（集英社『小説すばる』2000年5月号）
  - 別離　慕情一九八一年（集英社『小説すばる』2000年11月号）
  - 敵意　慕情一九八九年（集英社『小説すばる』2001年5月号）
  - 衝突　慕情一九九三年（集英社『小説すばる』2001年11月号）
  - 慕情　慕情一九九〇年（集英社『小説すばる』2002年5月号）
- 氷の明日（文藝春秋『本の話』2007年1月号 - 2008年5月号、連載中断）
- 歩き続ける君へ（実業之日本社『月刊J-novel』2010年5月号 - 8月号、連載中断）

### 解説
- 岡嶋二人『眠れぬ夜の殺人』（1996年7月 講談社文庫）
- 綾辻行人『鳴風荘事件』（1999年3月 光文社文庫）
- ヘイク・タルボット『魔の淵』（2001年4月 ハヤカワ・ポケット・ミステリ）
- ヘンリー・ウエイド『警察官よ汝を守れ』（2001年5月 国書刊行会 探偵小説全集34）
- 西澤保彦『パズラー 謎と論理のエンタテインメント』（2004年6月 集英社）
- 北村薫『街の灯』（2006年5月 文春文庫）
- モーリス・ルブラン『怪盗紳士』（2009年12月 ポプラ文庫）

## メディア・ミックス

### 映画
- 愚行録（2017年2月18日公開、ワーナー・ブラザース/オフィス北野共同配給、監督：石川慶、主演：妻夫木聡）[21]

### テレビドラマ
- 長く孤独な誘拐（2004年2月2日、TBS系「月曜ミステリー劇場」で放送、主演：上川隆也）
- 殺人は難しい（2011年4月21日、NHK「探偵Xからの挑戦状!」で放送）
- 世にも奇妙な物語 2011年 秋の特別編「憑かれる」（2011年11月26日、フジテレビ系、主演：松下奈緒）[22]
- 灰色の虹（2012年5月19日、テレビ朝日系、主演：椎名桔平）[23]
- 悪党たちは千里を走る（2016年1月20日 - 3月23日、全10話、TBS系「水ドラ!!」で放送、主演：ムロツヨシ）[24]
- 犯罪症候群 Season1（2017年4月8日 - 5月27日、全8話、東海テレビ・フジテレビ系「オトナの土ドラ」で放送、主演：玉山鉄二、原作：失踪症候群・誘拐症候群）
- 犯罪症候群 Season2（2017年6月11日 - 7月2日、全4話、WOWOW「連続ドラマW」で放送、主演：谷原章介、原作：殺人症候群）
- 乱反射（2018年9月22日、名古屋テレビ・テレビ朝日系、主演：妻夫木聡・井上真央）[25]
- 微笑む人（2020年3月1日、テレビ朝日、主演：松坂桃李）[26]

### 漫画
- 見られる（画：秋乃ななみ、秋田書店『サスペリアミステリー』2011年12月号）
- 追われる（画：秋乃ななみ、秋田書店『サスペリアミステリー』2011年12月号）
- 壊れる（画：北川玲子、秋田書店『サスペリアミステリー』2012年8月号）

## メディア出演
- AXNミステリーゲストルーム（2010年7月8日放送、スカパー!AXNミステリー）
- 週刊ブックレビュー（2010年12月4日放送、NHK BS2）
- 宮崎美子のすずらん本屋堂（2013年10月25日放送、BSイレブン）